# آنجلا مارینو
آنجلا مارینو (انگلیسی: Angela Marino؛ زادهٔ ۳ فوریهٔ ۱۹۸۶) یک بازیکن بسکتبال اهل استرالیا است.